# بوب آدمسون
بوب آدمسون (بالإنجليزية: Bob Adamson)‏ هو لاعب اتحاد الرغبي أسترالي، ولد في 1889، وتوفي في 1952.